# کیریاک کوستاندی
کیریاک کوستاندی (اوکراینی: Киріак Костянтинович Костанді؛ ۳ اکتبر ۱۸۵۲ – ۳۱ اکتبر ۱۹۲۱) نقاش اهل امپراتوری روسیه بود.